# بيت عنقاد (حفاش)

تعديل مصدري - تعديل

بيت عنقاد هي إحدى قرى عزلة بني مأمون بمديرية حفاش التابعة لمحافظة المحويت، بلغ تعداد سكانها 264 نسمة حسب تعداد اليمن لعام 2004.